# أحمد نجم الدين إبراهيم الراوي
أحمد نجم الدين بن الشيخ إبراهيم بن محمد بن عبد الله بن أحمد بن رجب بن عبد القادر بن رجب الراوي هو محام وسياسي عراقي شغل منصب وزير الشؤون الاجتماعية في وزارة أرشد العمري الثانية خلفا لسامي فتاح.
ولد في بغداد في 4 حزيران 1895، وسماه والده إسحاق بعدما سمى أخاه إسماعيل، ثم غير اسمه إلى أحمد نجم الدين (اسم مركب)، وجده العالم المعروف إبراهيم الراوي (ولد عام 1960 وتوفي 1945) شيخ الطريقة الرفاعية.
أكمل دراسته الإعدادية في بغداد، ثم رحل إلى إسطنبول سنة 1914 ليدرس في مدرسة الحقوق، فلما قامت الحرب العالمية الأولى التحق بالجيش العثماني برتبه ملازم، وشارك في معركة الكوت، وعاد إلى بغداد قبل احتلالها عام 1917.
أتم دراسة الحقوق في بغداد سنة 1921، وانخرط في سلك الشرطة، وشغل مناصب مختلفة في الشرطة في مدن عديدة في العراق، حيث شغل منصب معاون شرطة في بغداد والشامية والمنتفق ثم مدير شرطة في العمارة والبصرة وبغداد وديالى وآخرها أصبح مدير الشرطة العام، كما شغل منصب متصرف المنتفق مرتين وكربلاء وكركوك ومناصب في شرطة السكك أكثر من مرة وكذلك أصبح الحاكم العسكري خلال الحرب العالمية الثانية.
عمل كذلك في وزارة الخارجية وشغل منصب وزير مفوض (أي سفير) في سوريا ولبنان والأردن.
انتخب نائبا عن لواء الدليم في حزيران 1954، وعين وزيرا للشؤون الاجتماعية (1 تموز 1954 - 3 أيلول 1954)، ثم عضوا في مجلس الأعيان من تشرين الأول 1957 حتى قيام ثورة 14 تموز 1958.
منحه الشريف حسين ملك الحجاز وسام الاستقلال في آب 1923 ومنحه عبد الله الأول ملك الأردن لقب «باشا».
توفي في بغداد في سنة 1986.